# شب‌پره فلفلی
شب‌پره فلفلی (نام علمی: Biston betularia) نام یک گونه از سرده بیستون است.

## نگارخانه

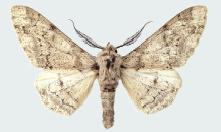
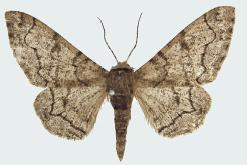
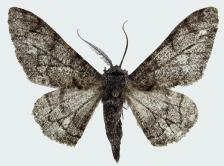
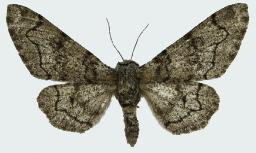